# 香港仔魚類批發市場

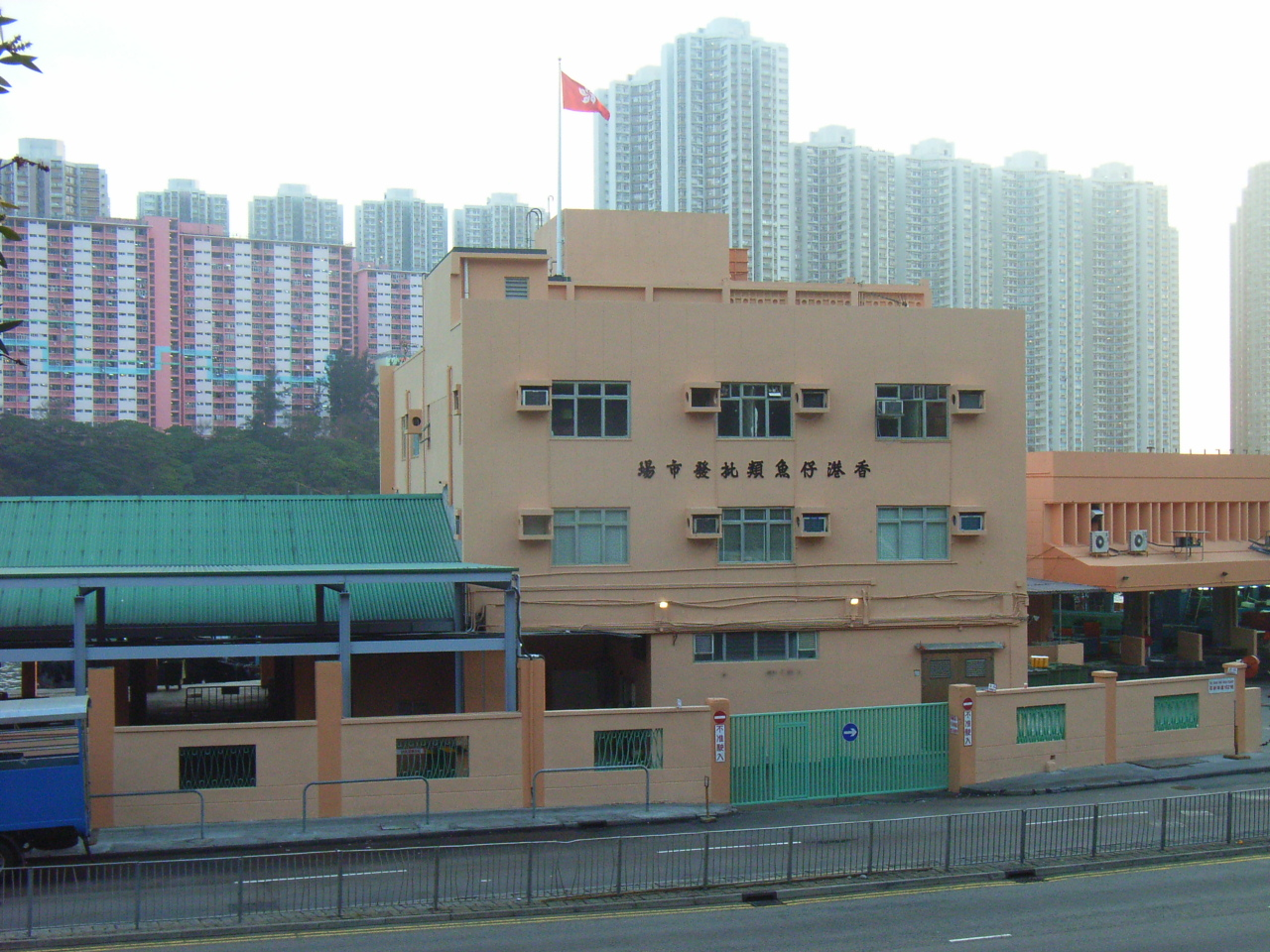
香港仔魚類批發市場

香港仔魚類批發市場（英語：Aberdeen Wholesale Fish Market，簡稱香港仔魚市場）是香港魚類統營處轄下的魚類批發市場，位於香港島香港仔西避風塘北岸，香港仔海濱公園與田灣交匯處之間，門牌地址為石排灣道102號，但市場外的街道是魚市場道。批發市場西部則為魚類統營處的總部。
香港仔魚類批發市場佔地約15,700平方米，外觀以粉橙色為主，辦公大樓為三層建築，批發市場則為單層建築，其岸邊設有繫纜柱及空地供漁船卸貨至貨車之用。
香港仔魚類批發市場除了批銷海鮮和冰鮮海魚這個主要用途之外，還有海水供應及漁產品加工服務。市場也設有禮品店及海鮮餐廳。
香港仔魚類批發市場原配合香港仔漁人碼頭計劃打造成旅遊景點，但政府最終將漁人碼頭計劃擱置，惟南區區議會仍爭取批發市場能夠參考日本築地魚市場的模式發展。

## 交通
巴士
香港仔海旁道